# Rockbourne
Rockbourne est un village situé dans le district de New Forest, dans le comté du Hampshire, en Angleterre.

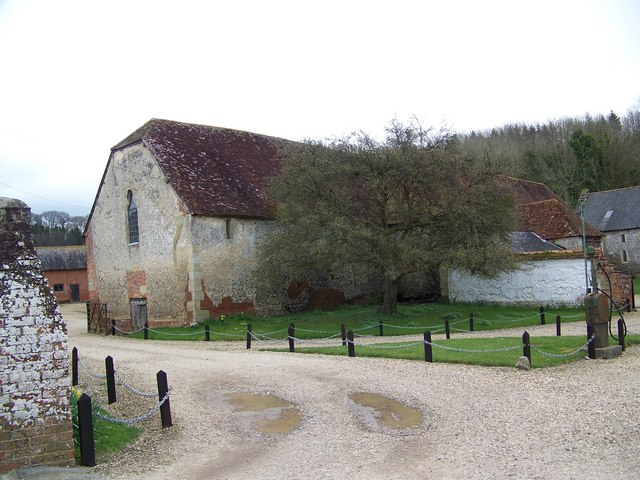
Bâtiments d'une ferme médiévale.

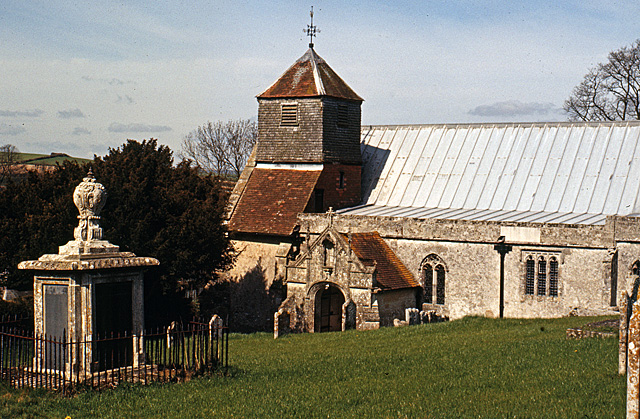
Église Saint-André.

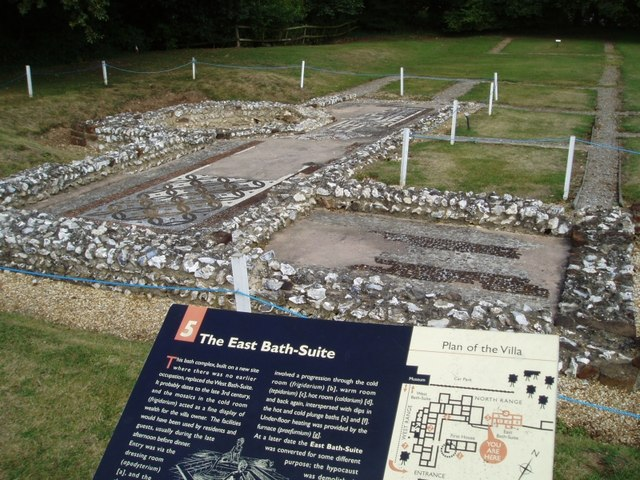
Villa romaine de Rockbourne.

## Vue d'ensemble
Rockbourne est un village de maisons en bois, de briques et au toit de chaume, près d'un ruisseau appelé maintenant Sweatfords Water.
Le village consiste principalement en une rue longue de plus d'un kilomètre.
L'église se trouve au nord-est de la rue principale. Près de l'église, adjacente au côté nord du cimetière, se trouve un complexe seigneurial consistant en une petite maison du XIVe siècle, en forme de « L » , maintenant occupée dans le cadre d'une ferme moderne.
Les restes d'une grande maison élisabéthaine ou jacobienne se trouvent à une courte distance à l'est ; une chapelle du XIIIe siècle a été édifiée près de son angle sud-est ; et une grande grange du XVe siècle est visible près de la chapelle au nord

## Histoire

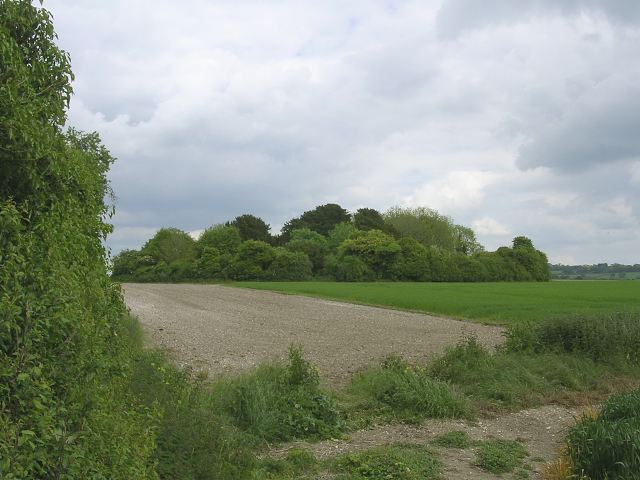
Ducks'Nest, long barrow.

Rockbourne a une longue histoire d'habitation humaine. Trois  longs barrows du Néolithique sont connues dans les limites de la paroisse, ainsi que les sites de plus de vingt bols barrows de l'Âge du bronze. À Knoll Camp, existe également le site d'une colline fortifiée(Hill Fort) de l'Âge du fer, avec une seule rive et un seul fossé.
À West Park, villa romaine de Rockbourne, les fouilles effectuées depuis les années 1950 ont révélé plus de 70 salles, dont plusieurs avec des sols en mosaïque et des hypocaustes.
La collection d'objets trouvés sur le site a été conservée dans le musée, le seul site de villa romaine du Hampshire ouvert au public.
Le nom Rockbourne, enregistré sous le nom de Rocheborne en 1086, pourrait provenir du vieil anglais Hrocaburna, « courant de Rooks » ou peut-être un « ruisseau rocheux ».
Dans les archives les plus anciennes, Rockbourne était un manoir royal. 
Dans le Domesday Book de 1086, Alwy, fils de Turber, a tenu un hide là où Wulfgeat l'avait précédemment de King Edward.
Saewin a également tenu un demi-hide, cadeau du roi Edward, le shérif de 1086 en a fait une réclamation infructueuse en tant que partie de la ferme du roi, mais qui à une date ultérieure est revenu à la Couronne.
Alwy a été suivi, ici comme à Hale et Tytherley par les Cardenville et au XIIIe siècle, William Cardenville a occupé une habitation libre à Rockbourne.
Avant 1156, le manoir avait été accordé au Baron Manser Bisset. Il a été remplacé avant 1177 par un fils Henry dont la veuve Iseuld tenait Rockbourne au début du siècle suivant. Leur fils aîné William est mort vers 1220, et a été remplacé par son frère John, décédé en 1241. Rockbourne est passé à sa fille Ela, puis à son fils John qui a pris le nom de famille de sa mère. Il est mort en 1307, laissant un fils John, mort célibataire en 1334, laissant le manoir à sa sœur Margaret, alors épouse de Robert Martin, à qui le manoir revint en 1338.
Au début de 1336, Robert Martin se plaignit qu'un certain John de Crucheston (Crux Easton) et d'autres avaient enlevé Margaret son épouse et confisqué ses biens. N'attendant pas la réponse de la justice, il a riposté en s'introduisant dans la maison de John de Crucheston et en saisissant ses biens.
Quelques années plus tard, il a capturé Crucheston, le torturant "avec des cordes nouées autour de la tête et d'autres tourments. et extorquant 1 150 livres sterling à ses amis pour sa libération". Robert Martin décède en 1355. Sa femme lui survivant jusqu'en 1373, date à laquelle le manoir passe à son fils aîné, né de son premier mari, Sir Walter de Romsey. Il passa ensuite par héritage à la famille Keilway. John Keilway le détient à sa mort en 1547. Son fils Francis mort en 1601–1602, et son fils Thomas lui succédèrent à Rockbourne, qui, déjà lourdement hypothéqué sur  Sir Anthony Ashley, fut vendu en 1608 au gendre de Sir Anthony, Sir John Cooper. Sir John Cooper succéda à son fils aîné Anthony Ashley Cooper, créa le comté de Shaftesbury en 1672 et le manoir resta la propriété des comtes de Shaftesbury.
Le manoir voisin de Rockstead, qu'Aldwin possédait avant 1066, appartenait à Hugh de Port en 1086.
Rockstead était passé à Breamore Priory avant 1291. Il appartenait au prieuré lors de la Dissolution et a été concédé avec ses autres biens à Henry Courtenay, 1er marquis d'Exeter et Gertrude, son épouse en novembre 1536. 
Échu à la couronne en 1539, il fut accordé à Anne de Clèves, mais en 1548, il est passé à Sir Thomas Henneage et à William Lord Willoughby qui l’a vendu l’année suivante à William Keilway.
Après cette date, il suivit le sort de Rockbourne et fusionna avec ce manoir. Son nom ne survécut qu'avec Rockstead Farm.

## Villa romaine de Rockbourne
La villa romaine de Rockbourne se trouvait autrefois au centre d'un grand domaine agricole. C'est la plus grande villa connue de la région.
Son histoire s'étend de l'âge du fer au Ve siècle.
La villa comprenait des bains, des quartiers d'habitation, des bâtiments agricoles et des ateliers. Une grande partie de la villa est exposée au public ; un musée se trouve sur le site, avec les artefacts découverts, retraçant l'histoire des lieux.

## L'église Saint-Andrew
L'église Saint-André, datant des XIe et  XIIe siècles, est une structure en silex, au toit couvert en bois  et clocher en bois .
À l'origine cruciforme, elle porte les restes d'une porte nord saxonne du XIe siècle et d'une arche nord du transept. L'église a été agrandie aux XIIIe, XVIe et XVIIe siècles. 
Il s'y trouve une chapelle du XIVe siècle, restaurée au XIXe siècle.